# 向島町
向島町（むかいしまちょう）は、かつて広島県御調郡に存在した町。尾道市街地南方の向島の中・西部や岩子島・下江府島などで構成されていた。
2005年3月28日に、御調郡御調町とともに尾道市に編入されたため消滅した。同時に御調郡も消滅した。
向島は瀬戸内しまなみ海道（西瀬戸自動車道）の広島県側最初の島で、町内には向島ICがある。映画では大林宣彦監督の新尾道三部作（「ふたり」「あした」「あの、夏の日」）や「男たちの大和」などのロケが行われた。

## 沿革
- 1889年（明治22年）4月1日 - 市町村制施行により御調郡向島西村が成立する。
- 1947年（昭和22年）12月8日 - 昭和天皇が行幸（昭和天皇の戦後巡幸）[1]。甘藷の出荷状況やイワシの網引きを視察[2]。
- 1950年（昭和25年）10月1日 - 御調郡向島西村が町制施行の上改称し、向島町が成立する。
- 1954年（昭和29年）3月31日 - 向島西方の岩子島にあった御調郡岩子島村を編入する。
- 1955年（昭和30年）4月1日 - 向島南部にあり、長寿村として知られた御調郡立花村を編入する。
- 1968年（昭和43年）3月3日 - 尾道大橋が開通し、御調郡向東町を介して本土と陸続きになる。
- 1968年（昭和43年）7月 - 向島～岩子島間に向島大橋が開通し、岩子島が向島を介して本土と陸続きになる。
- 1983年（昭和58年）12月4日 - 因島大橋が開通し、因島と陸続きになる。
- 1991年（平成3年）12月8日 - 生口橋が開通し、生口島まで陸続きになる。
- 1999年（平成11年）5月1日 - 西瀬戸自動車道が全通し、四国と橋で結ばれる。
- 2005年（平成17年）3月28日 - 御調郡御調町とともに尾道市に編入されて消滅。

## 地理

### 山
- 高見山（標高283.2m）…広島県内の各放送局の尾道中継局がある。

### 島
- 岩子島
- 上江府島（無人島）
- 下江府島（無人島）

## 名所・旧跡
- 向島洋らんセンター
- 立花自然活用村（フラワーパーク）
- 向島町マリンユースセンター
- 高見山
- 吉原家住宅（国の重要文化財）
- 余崎城跡
- 立花海水浴場
- 岩子島海水浴場

## 産業
- 造船業、ワケギ・ミカン・洋ランの栽培、漁業

## 大字
- 岩子島（いわしじま）
- 立花（たちばな）

※旧向島西村部分には小字（川尻、田尻、津部田など）はいくつかあったが大字は編成されなかった。

## 交通（2005年3月27日当時のデータ）

### 鉄道
- 町内は通過していない。利用する場合はJR山陽本線尾道駅かJR山陽新幹線新尾道駅に出る必要があった。

### 道路
高規格道路
- 西瀬戸自動車道（瀬戸内しまなみ海道）が町内を通過しており、以下の施設がある。
  - 向島IC（国道317号と接続）

国道
- 国道317号

主要地方道
- 町内は通過していない（1972年以降存在しない）

一般県道
- 広島県道376号立花池田線
- 広島県道377号向島循環線
- 広島県道466号向島因島瀬戸田自転車道線

## 港湾
- 尾道渡船
- 尾道駅前渡船
- 福本渡船

## 教育（2005年3月27日当時のデータ）

### 小学校
- 向島町立三幸小学校
- 向島町立高見小学校
- 向島町立向島中央小学校

### 中学校
- 向島町立向島中学校

### 高等学校
- 広島県立尾道工業高等学校

## 備考

### 電話
- 市外局番は0848である。なお、0848と084のうち市内局番900～909局及び930局、933～939局は同一市内通話区域扱いになっている。
  - 0848エリア…尾道市（旧因島市及び旧豊田郡瀬戸田町の区域〔市外局番0845〕を除く）、福山市（旧松永市の区域）、三原市（旧賀茂郡大和町及び旧御調郡久井町の区域〔市外局番0847〕を除く）

### 郵便
- 郵便物の集配は尾道郵便局（郵便番号722-00XX、722-85XX、722-86XX、722-87XX）の管轄である。

### ナンバープレート
- 自動車や軽自動車、二輪車などは福山市高西町に中国運輸局広島運輸支局福山自動車検査登録事務所や軽自動車検査協会広島主管事務所福山支所があり、同町を福山ナンバーとして統括している。
- なお同市被編入時点では、福山ナンバーは中四国9県で唯一県名以外の地名が入ったナンバープレートであった[注 1]。